# Volkmar Andreae
Volkmar Andreae (Berna, 5 luglio 1879 – Zurigo, 18 giugno 1962) è stato un compositore e direttore d'orchestra svizzero.

## Biografia
Studiò inizialmente con Karl Munzinger, poi dal 1897 al 1900 studiò a Colonia presso il conservatorio. 
Ebbe come maestri Fritz Brun, Franz Wüllner e Friedrich Wilhelm Franke. 
A partire dal 1902 assunse la direzione di vari cori: Gemischten Chores Zürich, (fino al 1949), Stadtsängerverein Winterthur dal 1902 al 1914 e il Männerchores Zürich 1904 al 1914.
Diresse l'Orchestra della Tonhalle di Zurigo dal 1906 al 1949. 
Nella sua attività di compositore realizzò un concerto per oboe e molto altro.
Nel 1914 avviene la prima assoluta della sua tragedia Ratcliff a Duisburg, nel 1919 della sua Sinfonia in do maggiore op. 31 a Zurigo, nel 1924 di Abenteuer des Casanova e nel 1929 di Müsik für Orchester op. 35 a Zurigo. 
Nel 1926 dirige la prima assoluta di Psalmus hungaricus di Zoltán Kodály all'Opernhaus Zürich e nel 1946 del Concerto per oboe di Richard Strauss a Padova, vicino all'Islanda.